# أكيكو سودو
أكيكو سودو (須藤 安紀子) (7 أبريل 1984 في طوكيو في اليابان – )؛ هي لاعبة كرة قدم كانت تلعب كمدافع. ولعبت مع منتخب اليابان لكرة القدم للسيدات.

## وصلات خارجية
- أكيكو سودو على موقع الاتحاد الدولي (مؤرشف)  (الإنجليزية)
- أكيكو سودو على موقع قاعدة بيانات كرة القدم.إي يو (الإنجليزية)
- أكيكو سودو على موقع Soccerway.com (الإنجليزية)
- أكيكو سودو على موقع عالم كرة القدم.نت (الإنجليزية)